# J. League Division 2 2001
La J. League Division 2 2001 fue la tercera temporada de la J. League Division 2. Contó con la participación de doce equipos. El torneo comenzó el 10 de marzo y terminó el 18 de noviembre de 2001.
Los nuevos participantes fueron, por un lado, los equipos descendidos de la J. League Division 1: Kyoto Purple Sanga, que hizo su debut en el torneo, y Kawasaki Frontale, que había ascendido en la temporada 1999. Por otro lado, el que ascendió de la Japan Football League: Yokohama F.C., que también tuvo su primera participación en este certamen.
El campeón fue Kyoto Purple Sanga, por lo que ascendió a Primera División. Por otra parte, salió subcampeón Vegalta Sendai, quien también ganó su derecho a disputar la J. League Division 1.

## Ascensos y descensos
| Descendidos de la J. League Division 2 2000 |
| ------------------------------------------- |
| No hubo                                     |

| Torneo | Ascendidos a la J. League Division 2 2001 |
| ------ | ----------------------------------------- |
| JFL    | Yokohama F.C.                             |

| Pos | Ascendidos a la J. League Division 1 2001 |
| --- | ----------------------------------------- |
| 1.º | Consadole Sapporo                         |
| 2.º | Urawa Red Diamonds                        |

| Pos  | Descendidos de la J. League Division 1 2000 |
| ---- | ------------------------------------------- |
| 15.º | Kyoto Purple Sanga                          |
| 16.º | Kawasaki Frontale                           |

- De esta manera, el número de participantes aumentó a 12.

## Reglamento de juego
El torneo se disputó en un formato de todos contra todos a doble ida y vuelta, de manera tal que cada equipo debió jugar dos partidos de local y dos de visitante contra sus otros once contrincantes. Si el encuentro continuaba en empate, se disputaba un tiempo suplementario con gol de oro.
Una victoria en tiempo reglamentario se puntuaba con tres unidades, mientras que por un partido ganado en prórroga se otorgaban dos puntos. Por otro lado, el empate valía un punto y la derrota, ninguno. Para desempatar se utilizaron los siguientes criterios:
1. Puntos
2. Diferencia de goles
3. Goles anotados
4. Resultados entre los equipos en cuestión
5. Desempate o sorteo

Los dos equipos con más puntos al final del campeonato ascenderían a la J. League Division 1 2002.

## Tabla de posiciones
| Pos. | Equipo                    | Pts. | PJ | G  | GPR | E | PPR | P  | GF | GC | Dif. | Ascenso                               |
| ---- | ------------------------- | ---- | -- | -- | --- | - | --- | -- | -- | -- | ---- | ------------------------------------- |
| 1    | Kyoto Purple Sanga (C, P) | 84   | 44 | 23 | 5   | 5 | 0   | 11 | 79 | 48 | +31  | Ascendido a J. League Division 1 2002 |
| 2    | Vegalta Sendai (P)        | 83   | 44 | 24 | 3   | 5 | 3   | 9  | 78 | 56 | +22  | Ascendido a J. League Division 1 2002 |
| 3    | Montedio Yamagata         | 80   | 44 | 20 | 7   | 6 | 4   | 7  | 61 | 39 | +22  |                                       |
| 4    | Albirex Niigata           | 78   | 44 | 22 | 4   | 4 | 7   | 7  | 79 | 47 | +32  |                                       |
| 5    | Omiya Ardija              | 78   | 44 | 20 | 6   | 6 | 1   | 11 | 73 | 43 | +30  |                                       |
| 6    | Oita Trinita              | 78   | 44 | 24 | 1   | 4 | 6   | 9  | 75 | 52 | +23  |                                       |
| 7    | Kawasaki Frontale         | 60   | 44 | 17 | 3   | 3 | 4   | 17 | 69 | 60 | +9   |                                       |
| 8    | Shonan Bellmare           | 60   | 44 | 16 | 4   | 4 | 2   | 18 | 64 | 61 | +3   |                                       |
| 9    | Yokohama F.C.             | 43   | 44 | 12 | 3   | 1 | 3   | 25 | 58 | 81 | −23  |                                       |
| 10   | Sagan Tosu                | 32   | 44 | 8  | 2   | 4 | 2   | 28 | 45 | 82 | −37  |                                       |
| 11   | Mito HollyHock            | 25   | 44 | 5  | 3   | 4 | 6   | 26 | 41 | 93 | −52  |                                       |
| 12   | Ventforet Kofu            | 25   | 44 | 7  | 1   | 2 | 3   | 31 | 38 | 98 | −60  |                                       |

 Fuente: J. League Data Site: 2001 J.LEAGUE Division 2 League table
Criterios de clasificación: 1) puntos; 2) diferencia de goles; 3) número de goles marcados; 4) resultados entre los equipos en cuestión.

## Campeón
|                                        |
|                                        |
| Campeón Kyoto Purple Sanga 1.er título |